# École nationale de la statistique et de l'administration économique
École nationale de la statistique et de l'administration économique (ENSAE ParisTech) är en fransk grande école som utexaminerar ekonomingenjörer i Palaiseau, Frankrike, och som är medlem av Université Paris-Saclay.

## Framstående personer som utexaminerats från ENSAE ParisTech
- Sebastião Salgado, brasiliansk-fransk fotograf[2]